# Bikurim
Bikurim (en hebreu: ביכורים) (en català: "Primícies") és l'onzè tractat del séder Zeraïm ("Llavors") de la Mixnà i el Talmud. Totes les versions de la Mixnà contenen els primers tres capítols, i algunes versions contenen un quart capítol. Els tres capítols que es troben en totes les versions tracten principalment sobre el manament (que es troba a Deuteronomi 26:1-11) de portar les bikurim (les primícies) al Temple de Jerusalem i fer una declaració en portar-les. Com és habitual a la Mixnà, també es discuteixen diversos afers relacionats.
El primer capítol discuteix sobre qui té la responsabilitat de donar els primers fruits i fer la declaració, qui necessita donar els primers fruits però no fer la declaració, i qui no pot donar els primers fruits. Entre els que porten els primers fruits però no fan la declaració estan els conversos, per la qual cosa diverses opinions rabíniques respecte a les diferències entre les obligacions dels conversos i els nascuts jueus també es discuteixen en aquest capítol. Aquesta diferència per als conversos no va ser acceptada pel rabí Judà Bar Ilai i més tard per Maimònides, i la seva posició ha esdevingut la norma per a la comunitat jueva.
El segon capítol, fa una comparació i una classificació legal entre la terumà, el maaser (el segon delme, que va ser portat a Jerusalem i consumit allà) i els bikurim, i fa altres comparacions legals entre les fruites, els arbres i els vegetals; entre la sang dels éssers humans i la sang del bestiar i els animals salvatges; i entre els animals salvatges, el bestiar i els creuaments entre el bestiar i els animals salvatges.
El tercer capítol descriu completament el procés de portar les primícies al Temple durant el festival de Xavuot.
El quart capítol, que només s'inclou de vegades, s'origina en la Toseftà i compara les lleis relatives als homes, les dones i les persones de sexe indefinit, incloses les persones sense genitals i els andrògins.
No hi ha cap Guemarà d'aquest tractat al Talmud de Babilònia. El Talmud de Jerusalem té una Guemarà sobre bikurim, en la qual les lleis de la Mixnà es discuteixen de la manera habitual, amb algunes cites, entre elles cal esmentar Levític 19.32.
"T'aixecaràs davant una persona venerable i respectaràs als ancians," 
Aquest séder també tracta sobre el valor del títol zaken (ancià) conferit als erudits de la Terra d'Israel (Eretz Israel) i de la Diàspora jueva.